# 山内乾史
山内 乾史（やまのうち けんし、1963年7月21日 - ）は、日本の教育社会学者。神戸大学名誉教授。佛教大学教育学部教授。専門は教育社会学の視点からの高等教育論・比較教育学・道徳教育論。

## 来歴・人物
1963年7月21日 大阪府布施市（現在の 大阪府東大阪市）で生まれ、 幼少期に兵庫県西宮市と伊丹市に短期間居住し、主として明石市と神戸市垂水区で育つ。明石市立播陽幼稚園、明石市立明石小学校（１年生修了まで）、神戸市立東舞子小学校（2年生以降）、私立六甲中学校・高等学校（現在、六甲学院中学校・高等学校）を経て、1986年3月 大阪大学人間科学部人間科学科（形成系）卒業、1991年3月 大阪大学大学院人間科学研究科博士後期課程（教育学専攻）中途退学、1995年9月神戸大学より博士（学術）の学位を取得。学部、大学院の指導教官は麻生誠教授。
1991年4月 広島大学 大学教育研究センター助手、1994年4月 神戸大学 大学教育研究センター講師、1996年1月 同助教授、1999年4月 神戸大学 大学教育研究センター／大学院国際協力研究科助教授、2005年7月 神戸大学 大学教育推進機構/大学院国際協力研究科助教授、2007年4月 同准教授、ロンドン大学 教育研究所客員研究員（1998年5月～1999年3月）を経て、2009年1月より神戸大学 大学教育推進機構／大学院国際協力研究科教授。2022年4月より佛教大学 教育学部教授、神戸大学名誉教授。
川西市教育委員会市立学校校区審議会委員（2010年6月～現在）、副会長（2010年10月～2014年2月）、会長（2014年2月～現在）、豊中市教育委員会の権限に関する事務の点検及び評価委員会委員（委員長職務代理者）（2025年4月～現在）、岡山大学外部評価委員会 副委員長（2022年10月～現在）、日本教育社会学会理事（2009年9月～2015年9月、2017年10月～2023年9月）、日本比較教育学会理事（2008年6月～現在）。
神戸女学院大学学長、神戸海星女子学院大学学長を務めた山内祥史は実父。自由民主党の衆議院議員である斎藤洋明は神戸大学大学院国際協力研究科での教え子。

## 著書

### 単著
- 『文芸エリートの研究―その社会的構成と高等教育―』（有精堂出版、1995年）
- 『現代大学教育論―学生・授業・実施組織―』（東信堂、2004年）
- 『「共通一次世代」は教育をどう語るのか』（ミネルヴァ書房、2011年）
- 『「学校教育と社会」ノート―教育社会学への誘い―』（学文社、2015年）
- 『「学校教育と社会」ノート―教育社会学への誘い―（第二版）』（学文社、2017年）
- 『「学校教育と社会」ノート―教育社会学への誘い―（第三版）』（学文社、2019年）
- 『「大学教育と社会」ノート―高等教育論への誘い―』（学文社、2020年）
- 『「道徳教育と社会」ノート』（学文社、2022年）

### 共著
- （金子元久, 小方直幸と）『卒業生からみた広島大学の教育―1993年卒業生調査から―（高等教育研究叢書27）』（広島大学 大学教育研究センター、1994年）
- （原清治と）『学力論争とはなんだったのか』（ミネルヴァ書房、2005年）
- （原清治と）『「使い捨てられる若者たち」は格差社会の象徴か―低賃金で働き続ける若者たちの学力と構造―』（ミネルヴァ書房、2009年）
- （武寛子と）『「道徳教育と社会」ノート（第二版）』（学文社、2023年）
- （武寛子と）『「学校教育と社会」ノート―教育社会学への誘い―（第四版）』（学文社、2024年）

### 単編著
- 『開発と教育協力の社会学』（ミネルヴァ書房、2007年）
- 『教育から職業へのトランジション―若者の就労と進路職業選択の教育社会学―』（東信堂、2008年）
- 『国際教育協力の社会学』（ミネルヴァ書房、2010年）（『開発と教育協力の社会学』の改訂版）
- 『学生の学力と高等教育の質保証（Ⅰ）』（学文社、2012年）
- 『学修支援と高等教育の質保証（Ⅰ）』（学文社、2015年）
- 『才能教育の国際比較』（東信堂、2018年）
- 『若手研究者必携　比較教育学の研究スキル』（東信堂、2019年）

### 共編著
- （麻生誠と）『現代日本におけるエリート形成と高等教育（高等教育研究叢書25）』（広島大学 大学教育研究センター、1994年）
- （原清治, 杉本均と）『比較教育社会学入門』（学文社、2003年）
- （麻生誠と）『21世紀のエリート像』（学文社、2004年）
- （原清治, 杉本均と）『教育の比較社会学』（学文社、2004年）（『比較教育社会学入門』の改訂版）
- （原清治と）『学力問題・ゆとり教育（リーディングス「日本の教育と社会」第Ⅰ期第１巻）』（広田照幸監修、日本図書センター、2006年）
- （杉本均と）『現代アジアの教育計画（上・下）』（学文社、2006年）
- （杉本均と）『現代アジアの教育計画（上）（第二版）』（学文社、2006年）
- （原清治, 杉本均と）『教育の比較社会学（増補版）』（学文社、2008年）
- （原清治と）『学歴と就労の比較教育社会学―教育から職業へのトランジションⅡ―』（学文社, 2010年）
- （原清治と）『論集 日本の学力問題（全2巻）』（日本図書センター、2010年）
- （原清治と）『ネットいじめはなぜ「痛い」のか』（ミネルヴァ書房、2011年）
- （原清治と）『学生の学力と高等教育の質保証（Ⅱ）』（学文社、2013年）
- （原清治, 杉本均と）『比較教育社会学へのイマージュ』（学文社、2016年）（『教育の比較社会学』の改訂版）
- （武寛子と）『学修支援と高等教育の質保証（Ⅱ）』（学文社、2016年）
- （杉本均, 小川啓一, 原清治, 近田政博と）『現代アジアの教育計画（補巻）』（学文社、2017年）
- （原清治と）『教育社会学（新しい教職教育講座　教職教育編③）』（ミネルヴァ書房、2019年）
- （原清治，鈴木翔と）『ネットいじめとスクールカースト―ポストコロナの新たな展開―』（ミネルヴァ書房、2025年）
- （原清治と）『＜生きづらさ＞の教育社会学―いじめと不登校の増加を通して考える―』（ミネルヴァ書房、2025年）

### 翻訳
- （梶間みどりと共訳）ロイ・ロウ「19世紀後期と20世紀初頭のイングランドのエリート教育」麻生誠・山内乾史編『21世紀のエリート像』（学文社、2004年）
- （監訳）アジア開発銀行・香港大学比較教育研究センター編『開発途上アジアの学校と教育―効果的な学校をめざして―』（学文社、2006年）
- （監訳）Ｓ.ルヒテンベルク編『移民・教育・社会変動―ヨーロッパとオーストラリアの 移民問題と教育政策―』（明石書店、2008年）
- （監訳）Ｓ.ルヒテンベルク編『移民・教育・社会変動―ヨーロッパとオーストラリアの移民問題と教育政策―（新訳版）』（明石書店、2010年）
- （原清治と共監訳）Ｒ.オルドリッチ編『教育の世紀』（学文社、2011年）
- （杉野竜美・武寛子と共訳）「学習環境とイノベーティブな実践」OECD教育研究革新センター編（立田慶裕監訳）『学習の環境―イノベーティブな実践に向けて―』（明石書店、2023年）

### 監修・その他
- （原清治と共監修）『戦後日本学力調査資料集（全Ⅲ期全24巻）』（日本図書センター、2011年～2013年）
- （編集協力委員として）日本比較教育学会編『比較教育学事典』（東信堂、2012年）
- （編集委員として）日本教育社会学会編『教育社会学事典』（丸善出版、2018年）

### 所属学会
- 日本教育社会学会
- 日本高等教育学会
- 日本比較教育学会
- 日本教育学会
- 日本教育実践学会
- 関西教育学会
- 日本道徳教育学会

## 論文
- Cinii